# Tübingenskolan
Tübingenskolan är en historisk-kritisk riktning bland teologer i Tübingen under 1800-talet. Dess främste företrädare var F.C. Baur med lärjungar som Eduard Zeller, Adolf Hilgenfeld och Albert Schwegler. Även David Strauss och Bruno Bauer samt romersk-katolska teologer som Johann Sebastian von Drey, Johann Adam Möhler, Johann Baptist von Hirscher, Franz Anton Staudenmaier och Johannes von Kuhn kan räknas till Tübingenskolan.
Idériktningen har sitt ursprung 1835, då Baur publicerade Die christliche Gnosis. Den centrala hegelianskt färgade uppfattningen var att den enhetliga katolska kyrkan hade uppstått under de första två seklerna efter Jesu liv, som en syntes mellan en judisk-kristen gren kring apostlarna i Jerusalem på ena sidan och Paulus på andra sidan. De böcker i Nya Testamentet som gav denna syntes, som till exempel Apostlagärningarna, daterades till omkring år 200, medan skrifter som Galaterbrevet där konflikten är uppenbar, ansågs vara autentiska brev av Paulus.
Samma år, 1835, publicerade David Strauss sin bok Das Leben Jesu kritisch bearbeitet. Verket är till största delen en systematisk genomgång av vad evangelierna berättar om Jesus. Motsägelser mellan dess pekas ut, och försök till harmonisering eller symbolisk tolkning avvisas. Istället förklarar Strauss allt det övernaturliga, mirakulösa och överdrivna som myter som vuxit kring en ursprunglig kärna.
Idéerna från Tübingen påverkade hela den senare tolkningen av Nya Testamentet. Den holländska radikalkritiska skolan tog idéerna några steg vidare genom att förneka äktheten av alla paulinska brev.

## Fotnoter
1. ↑  Johan Wilhelm Personne (1920). ”Tübingen-skolan”. Nordisk familjebok. https://runeberg.org/nfcj/0282.html.
2. ↑  Theodore Parker (1840). ”Strauss’s Life of Jesus”. Christian Examiner. http://digitalcommons.unl.edu/etas/7/.